# Дарик радио
„Дарик“ е българска радиостанция, единствената частна с национален лиценз. Започва излъчване на 21 януари 1993 г. в София.

## Бивши и настоящи водещи
- Александър Божков
- Мартин Карбовски
- Ники Кънчев
- Драгомир Симеонов
- Томислав Русев
- Николай Александров
- Веселина Петракиева
- Людмил Кърджилов
- Диана Найденова
- Кирил Вълчев
- Михаил Дюзев
- Иво Райчев
- Пролет Велкова
- Константин Вълков

## УКВ Честоти
- 91,00 MHz – Белоградчик, Видин
- 107,20 MHz – Благоевград
- 89,70 MHz – Боровец
- 104,50 MHz – Бургас
- 106,80 MHz – Варна
- 106,60 MHz – Велико Търново
- 107,30 MHz – Враца
- 96,40 MHz – Габрово
- 106,20 MHz – Гоце Делчев
- 107,70 MHz – Добрич
- 99,30 MHz – Каварна
- 96,20 MHz – Кресна
- 93,20 MHz – Кърджали, Момчилград
- 100,60 MHz – Кюстендил
- 97,30 MHz – Ловеч
- 106,40 MHz – Монтана
- 98,80 MHz – Петрич
- 88,40 MHz – Плевен
- 105,40 MHz – Пловдив
- 104,90 MHz – Разград
- 91,60 MHz – Русе
- 87,90 MHz – Сандански
- 107,90 MHz – Свищов
- 104,00 MHz – Свиленград
- 88,50 MHz – Севлиево
- 100,70 MHz – Силистра
- 101,20 MHz – Сливен
- 107,00 MHz – Смолян, Пампорово
- 105,00 MHz – София
- 106,80 MHz – Стара Загора
- 96,60 MHz – Хасково
- 91,40 MHz – Шумен
- 96,70 MHz – Ябланица